# 张凡迪
張凡迪（1963年10月—），男，漢族，河南鄧州人。畢業於中國人民解放軍信陽陸軍學校步兵指揮專業，目前為中國人民解放軍少將军衔。1979年9月參加工作，1982年12月加入中國共產黨。
曾任濟南軍區司令部直工部部長。2016年，晉升陸軍少將軍銜，並任陸軍第二十六集團軍副政治委員。2018年，轉任陸軍第八十三集團軍政治工作部主任。2019年12月接替姜勇擔任北京衛戍區政治委員，並成為中共北京市委常委。2022年6月，不再担任中共北京市委常委。